# Caroline Divines
Caroline Divines (kallas också de metafysiska poeterna) var en grupp högkyrkliga anglikanska poeter och teologer under 1600-talet. Namnet kan översättas ungefär till karolinska teologer och syftar på att de verkade under Karl I:s och Karl II:s regeringsperioder i England.
De delade ett intresse för metafysiska frågor och var influerade av de pietistiska strömningar som existerade under denna period. De förespråkade bland annat fasta. De uppmärksammades av den högkyrkliga Oxfordrörelsen som gav ut bokserien Library of Anglo-Catholic Theology med deras texter under 1840-talet.
Caroline Divines består främst av:
- John Donne (1572-1631)
- George Herbert (1593-1633)
- Henry Vaughan (1622-1695)
- Thomas Traherne (1637-1674)
- Richard Crashaw (1613-1649)

Ibland räknas dock även somliga äldre och samtida författare och teologer in i gruppen:
- Richard Hooker (1554-1600)
- Lancelot Andrewes (1555-1626)
- William Laud (1573-1645)
- Jeremy Taylor (1613-1667)